# Cliff Allison
Cliff Allison (n. 8 februarie 1932 – d. 7 aprilie 2005) a fost un pilot englez de Formula 1 care a evoluat în Campionatul Mondial între anii 1958 și 1961.
1. 1 2  Cliff Allison, Discogs, accesat în 9 octombrie 2017